# Wrixonia
Wrixonia  é um gênero botânico da família Lamiaceae.

## Espécies
- Wrixonia prostantheroides
- Wrixonia schultzii

## Nome e referências
Wrixonia F. von Mueller, 1876